# Børselv
Børselv (nordsamiska: Bissojohka, kvänska: Pyssyjoki), är en ort vid Porsangerfjorden, 37 kilometer nordöst om tätorten Lakselv i Porsangers kommun i Finnmark fylke i norra Norge.  
Børselv ligger vid utflödet av floden Børselva med Silfar canyon, en djup klyfta i älvdalen. Det har en betydande kvänsktalande befolkning och är ett centrum för kvänskt språk och kvänsk kultur.
Orten har kyrka och skola.

## Børselv som kvänsk bygd
- Kainun institutti  öppnades i juni 2007 och verkar som ett nationellt centrum för språket kvänska och kvänsk kulturv.
- Norske kvener – Børselv/Ruijan kväänit – Pyssyjokilaiset stiftades 1984 och deltog som grundandet av Norske kveners forbund.
- Kipparifestivalen, eller Kipparin festivaali, arrangeras årligen i Børselv.
- Den lokala hantverksföreningen Kapperi-Pyssjoven Käsityöjuokko verkar i Børselv.

## Bildgalleri

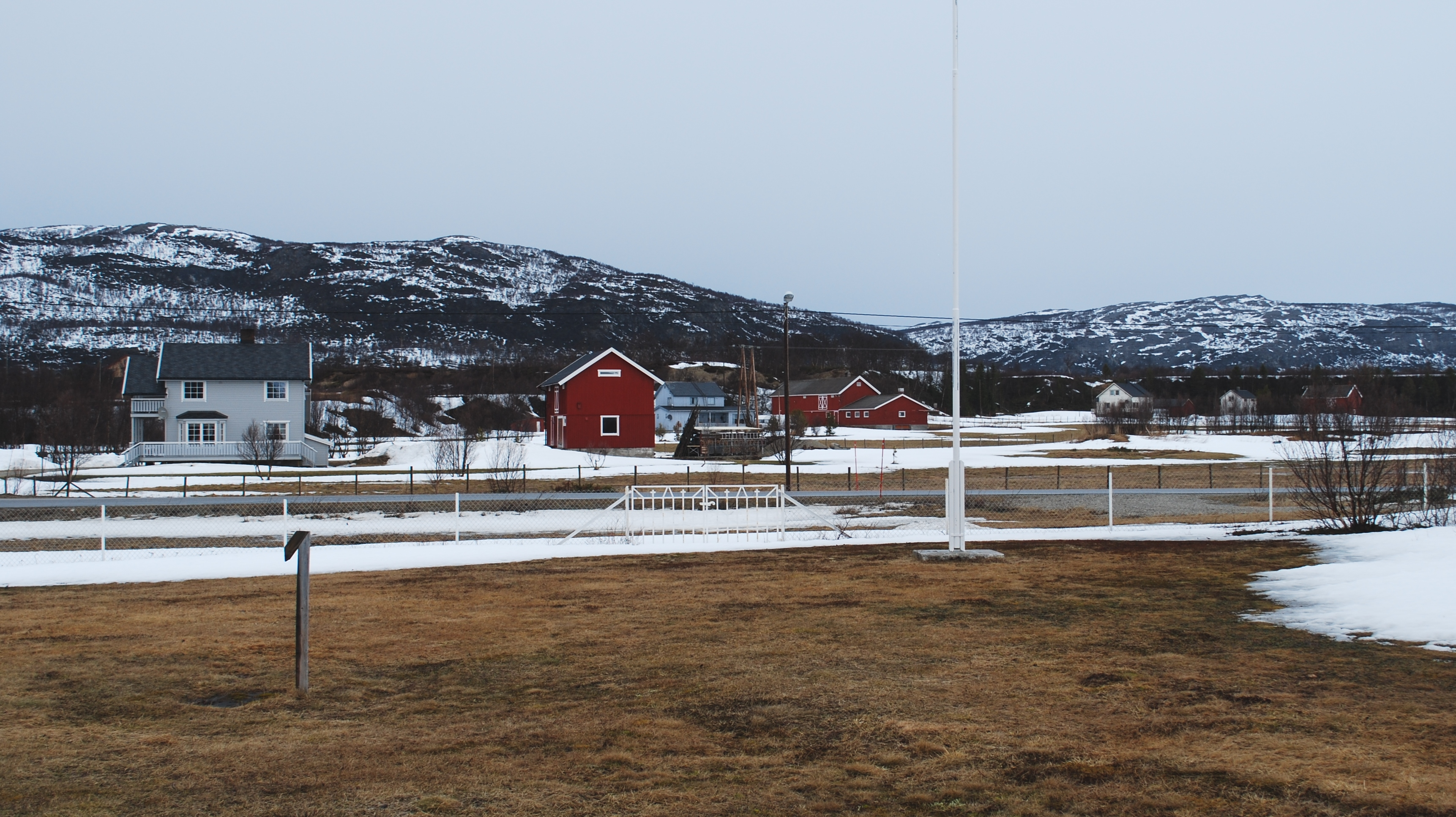
Børselv.
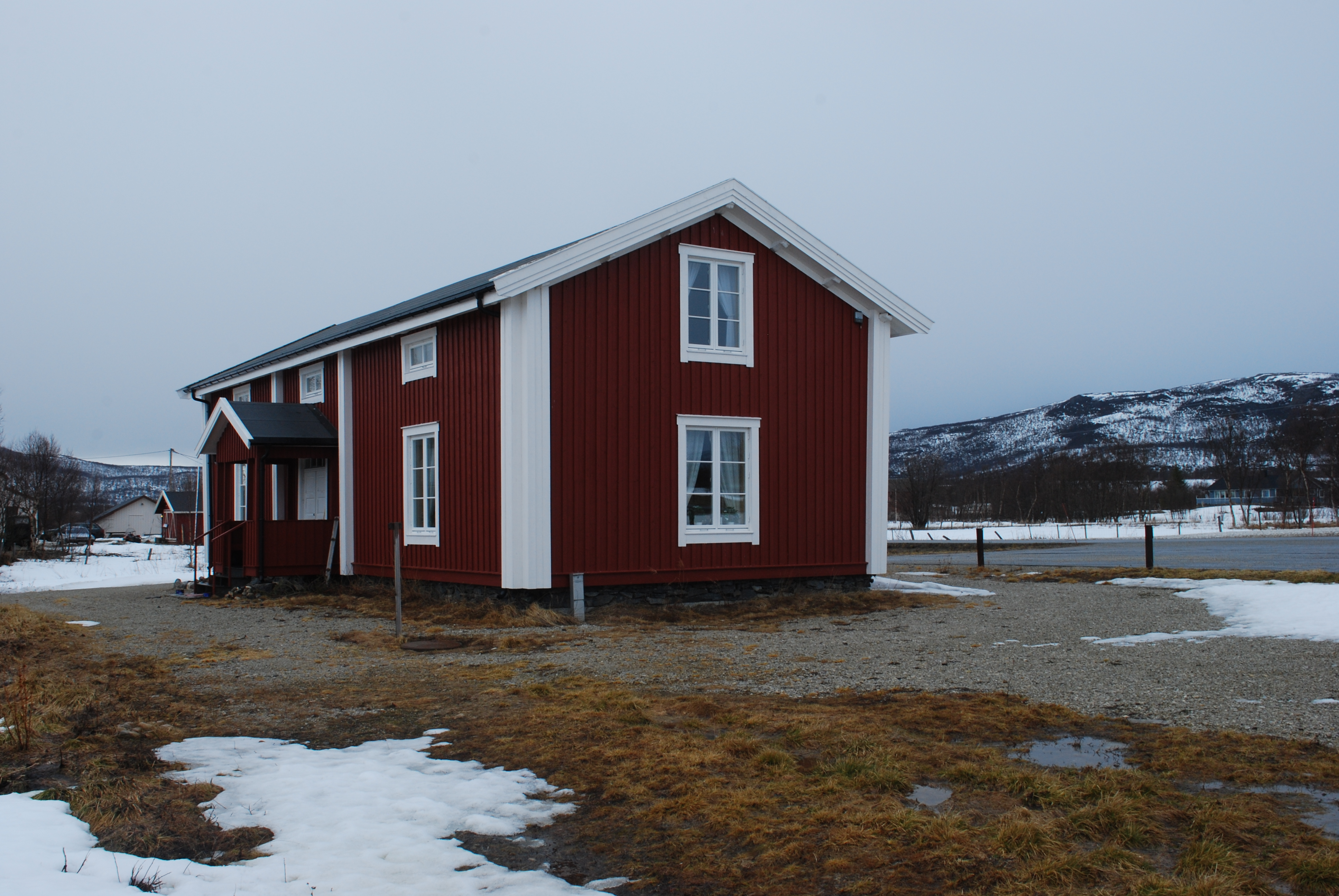
Tornedalshuset på Kventunet.